# Hidrolândia (kommun i Brasilien, Ceará, lat -4,47, long -40,38)
Hidrolândia är en kommun i Brasilien.   Den ligger i delstaten Ceará, i den östra delen av landet, 1 500 km nordost om huvudstaden Brasília. Antalet invånare är 19 342.
Följande samhällen finns i Hidrolândia:
- Hidrolândia

Omgivningarna runt Hidrolândia är huvudsakligen savann. Runt Hidrolândia är det glesbefolkat, med 9 invånare per kvadratkilometer.